# Alwin Höhne
Gustav Alwin Höhne (* 4. September 1878 in Hausdorf; † 1940) war ein deutscher Architekt und Baumeister. Er übernahm nach dem Tod von Marie Ziller im Jahr 1910 das Baugeschäft der sächsischen Baumeister Gebrüder Ziller in Radebeul und führte dies erst unter deren Namen und nach Löschung des Namens im Jahr 1917 unter eigenem Namen fort.

## Leben und Wirken

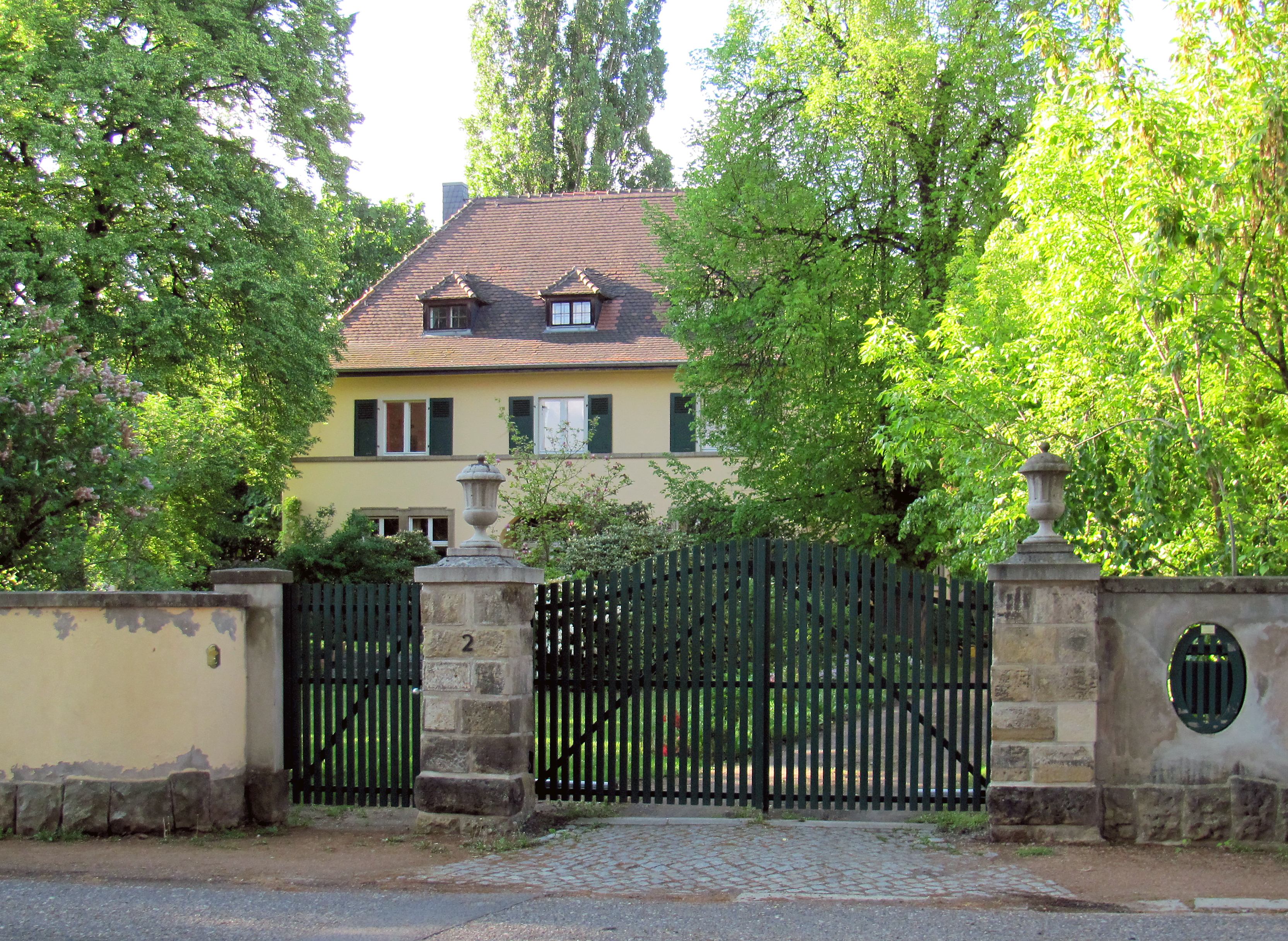
Haus Höhne mit Toranlage

Alwin Höhne war der Sohn des Straßenbauaufsehers Ernst Heinrich Höhne und der Mutter Ernestine Pauline, geb. Liebstein (* ca. 1856 in Hausdorf; † 29. August 1937 in Dresden). Am 15. März 1909 heiratete er in Dresden die  Großkaufmannstochter Fannie Cornelie Norden (* 18. Dezember 1883 in Arnhem; † 25. September 1928 in Radebeul).
Nach dem Tod von Marie Ziller im Jahr 1910 übernahm er das Baugeschäft der Gebrüder Ziller in Radebeul als Fa. „Gebrüder Ziller“ (Nachf.). 1917 wurde der Name der Baufirma „Gebrüder Ziller“ gelöscht und Alwin Höhne arbeitete unter eigenem Namen weiter. Höhne konnte in den 1920er Jahren nicht mehr die Bedeutung erreichen, die die „Gebrüder Ziller“ in der zweiten Hälfte des 19. Jahrhunderts gehabt hatten.
Marie und Gustav Zillers Sohn Otto (1889–1958) schloss seine langjährige praktische und akademische Hochbauausbildung nach dem Ersten Weltkrieg an der Technischen Hochschule Dresden ab. In dieser Zeit arbeitete er als Zeichner im Büro von Höhne, mindestens, bis er 1920 in Dresden seine Baumeisterprüfung ablegte. 1922 trat Ziller in die anthroposophische Arbeitsgemeinschaft des Architekten Bernhard Weyrather ein, eines Schülers und Mitarbeiters von Peter Behrens.
Im Jahr 1926 baute sich Höhne ein eigenes, heute unter Denkmalschutz stehendes, Wohnhaus in Radebeul-Serkowitz, das Haus Höhne im Bergblick 2.

## Ausgewählte Werke (Baudenkmale)

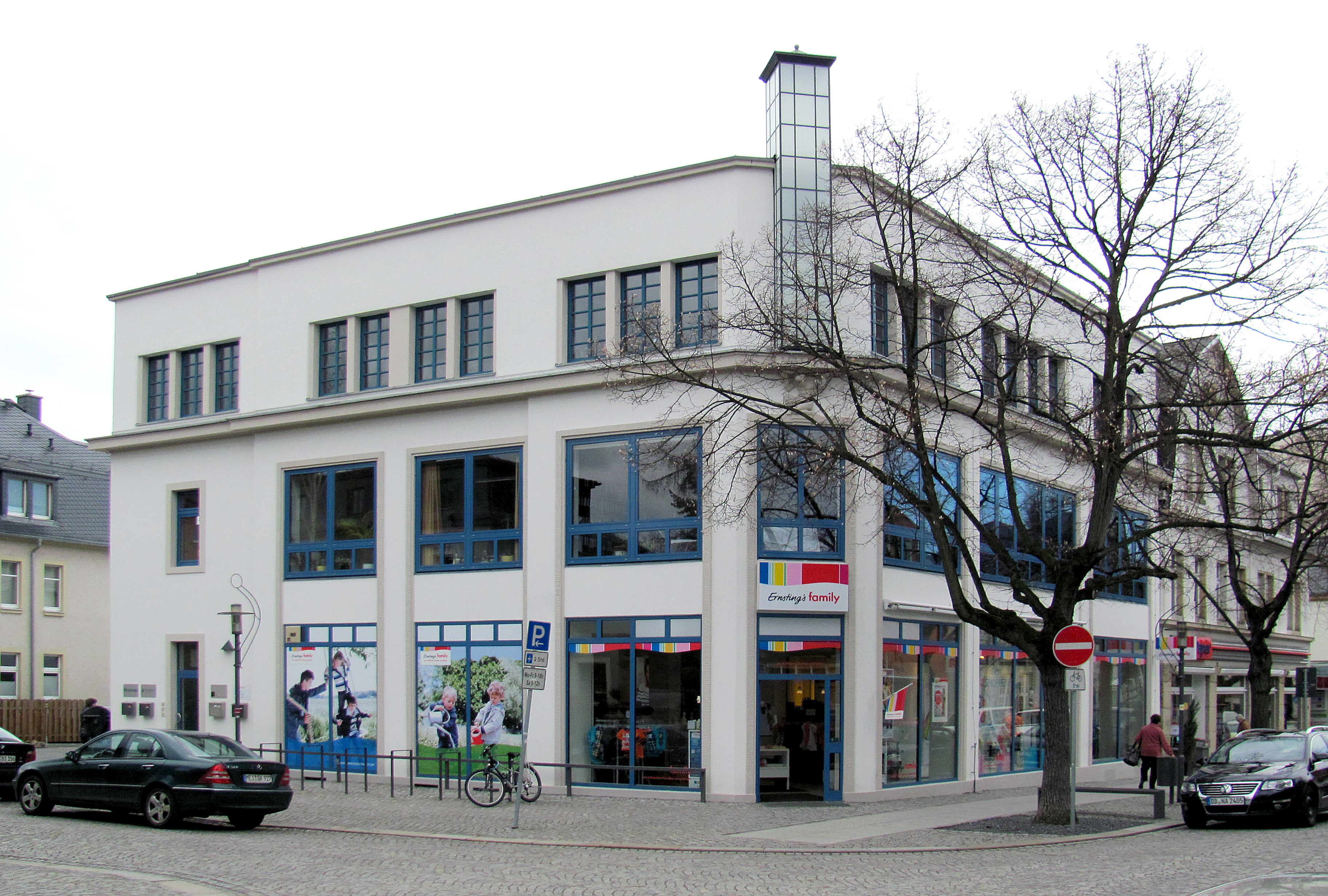
Geschäftshaus Wichernstraße 1b

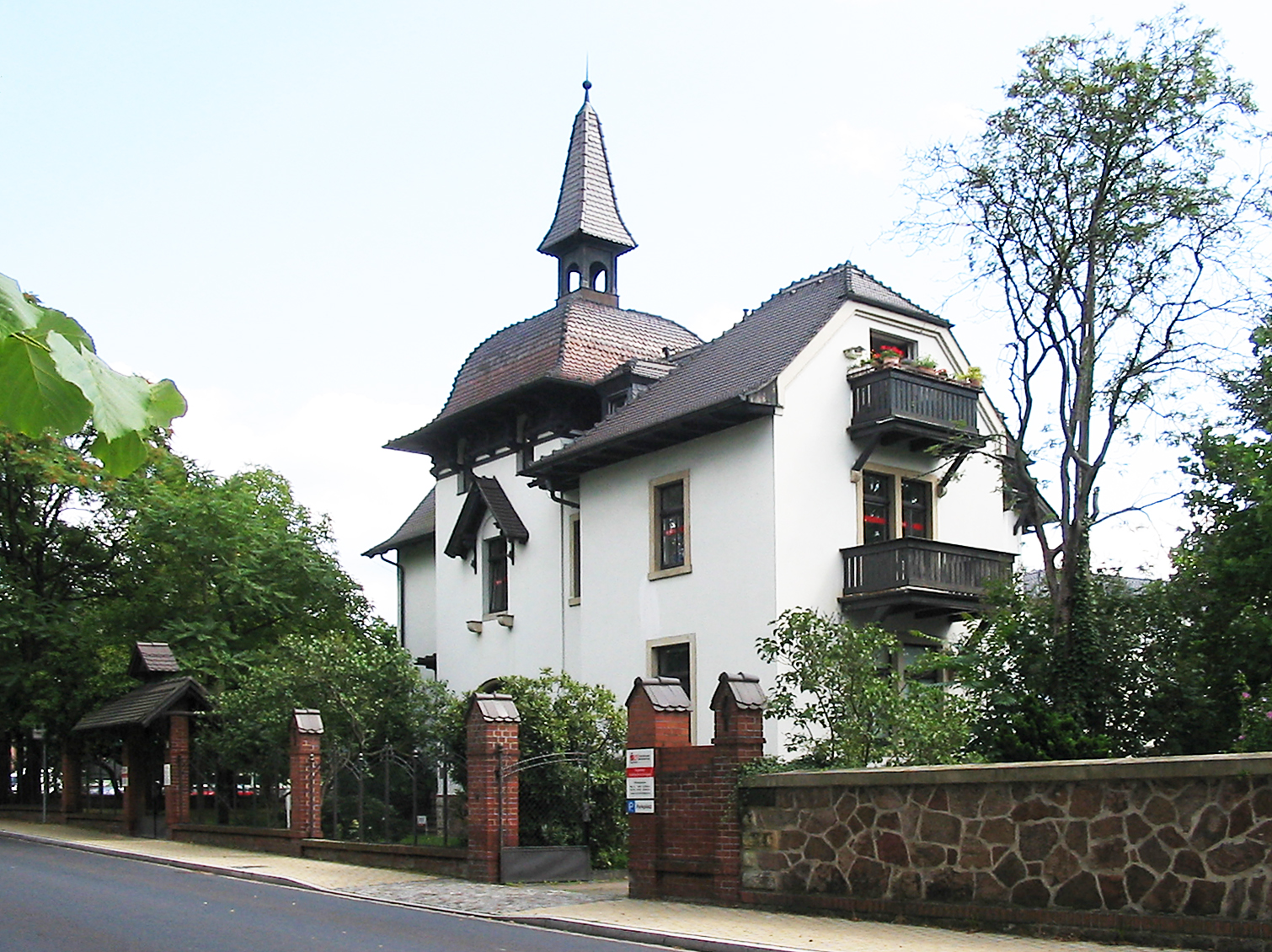
Villa Bernhard Große in Radebeul

Die im Folgenden auszugsweise aufgeführten Bauten sind hauptsächlich in der Denkmaltopographie Bundesrepublik Deutschland. Denkmale in Sachsen: Stadt Radebeul aufgeführte Kulturdenkmale. Sie stellen damit kein vollständiges Werkverzeichnis dar.
- 1908, 1912: Anbauten an Ziller-Villa in Radebeul, Gellertstraße 9
- 1910: Tiefgreifender Umbau und Erweiterungen am Mohrenhaus in Niederlößnitz, Moritzburger Straße 51 (Architekt Max Herfurt)
- 1913: Wiederaufbau Scheune in Wahnsdorf, Altwahnsdorf 44
- 1913/1914: Landhaus Johannes Prüm im Radebeuler Stadtteil Serkowitz, Mozartstraße 11 (Architekt Fritz Heusinger)
- 1915/1916: Wetterwarte Wahnsdorf in Wahnsdorf
- 1920: Umbau Mietvilla Hölderlinstraße 1 in Radebeul
- 1921: Anbau eines Speisesaals an Kurhaus I des Bilz-Sanatoriums in Oberlößnitz
- 1921/1922: Gewerbe- und Handelsschule der Lößnitzortschaften in Serkowitz, Straße des Friedens 58 (Architekten Gebrüder Kießling)
- 1924/1925: Vierfamilien-Doppelwohnhaus im Kötzschenbrodaer Stadtteil Niederlößnitz, Gröbastraße 14/16 (im Auftrag des Elektrizitätsverbands Gröba)
- 1925: Verandaumbau an der Villa Shatterhand in Radebeul, Karl-May-Straße 5 (Architekt Max Czopka)
- 1925: Landhaus Erhard Noack in Radebeul, Karl-Marx-Straße 16 (Architekt Alfred Tischer)
- 1925/1927: Landhaus Joseph Kostlan in Oberlößnitz, Nizzastraße 19 (Architekt Max Herrmann)
- 1926: Haus Höhne in Serkowitz, Bergblick 2
- 1927: Anbau an Berggasthaus „Zum Pfeiffer“ in Wahnsdorf, Pfeifferweg 51 (Architekt Otto Rometsch)
- 1928: Sechsfamilienwohnhaus in Radebeul, Gartenstraße 51 (Architekt Max Czopka)
- 1928: Umbau Geschäftshaus in Radebeul, Wichernstraße 1b („Einer der wenigen Bauten einer gemäßigt funktionalistischen Architektursprache in Radebeul“[6])
- 1929: Zweifamilienwohnhaus in Radebeul, Einsteinstraße 20 (Architekt Max Czopka)
- 1929: Hertwig-Bünger-Heim in Radebeul, Lessingstraße 1 (Architekt Alfred Tischer)
- 1935/1936: Modernisierung der späthistoristischen Villa Bernhard Große in Radebeul, Zinzendorfstraße 17